# Edmonton–Highlands–Norwood
Circonscription électorale provinciale du Canada
Edmonton-Highlands-Norwood est une circonscription électorale provinciale de l'Alberta (Canada), située au centre-ville d'Edmonton. Récemment un bastion néo-démocrate, elle est tenue par l'ancien chef du NPD, Brian Mason.

## Liste des députés
| Années | Années          | Député      | Parti politique |
| ------ | --------------- | ----------- | --------------- |
|        | 2004 - 2008     | Brian Mason | Néo-démocrate   |
|        | 2008 - 2012     | Brian Mason | Néo-démocrate   |
|        | 2012 - 2015     | Brian Mason | Néo-démocrate   |
|        | 2015 - 2019     | Brian Mason | Néo-démocrate   |
|        | 2019 - en cours | Janis Irwin | Néo-démocrate   |

## Résultats électoraux
| Parti | Parti                     | Candidat       | Voix   | %        | ± %      |
| ----- | ------------------------- | -------------- | ------ | -------- | -------- |
|       | Néo-démocrate             | Brian Mason    | 11 558 | 78,07 %  | +23,91 % |
|       | Progressiste-Conservateur | Jonathan Dai   | 1 778  | 12,01 %  | -10,04 % |
|       | Wildrose                  | Joshua Loeppky | 964    | 6,51 %   | -9,54 %  |
|       | Libéral                   | Matthew Smith  | 504    | 3,40 %   | -1,26 %  |
| Total | Total                     | Total          | 14 804 | 100,00 % |          |